# Handhaftverfahren
Das Handhaftverfahren war eine Verfahrensart des mittelalterlichen Strafverfahrens, die insbesondere im Sachsenspiegel zum Ausdruck kam.
Im Gegensatz zum ordentlichen Akkusationsverfahren, in dem die Täterschaft des vermeintlichen Täters für eine Verurteilung erst bewiesen werden musste, galt der im altsächsischen Volksrecht begründete Satz, dass bei „handhafter Tat“ die sofortige Bestrafung des Täters erfolgen konnte. Man verstand darunter sowohl den Fall, dass der Verbrecher auf der Tat selbst (hebende Hand) oder unter Umständen ergriffen worden war, die seine Täterschaft sicher erkennen ließen (blickender Schein), als auch den Fall, dass der Täter seine Schuld unumwunden einräumte (gichtiger Mund). Waren in einem solchen Fall drei Schöffen zugegen, so konnten sie ohne weitere Prozedur den Verbrecher ergreifen und hinrichten.
Nach oder während des Ergreifens musste von dazu berufenen Gerichtsdienern das sogenannte Gerüft erhoben werden: gleichsam als Zeugnis der geübten Rache wurden mittels Geschrei sämtliche Nachbarn („Schreimannen“) zusammengerufen, ehe der Ergriffene vom Betroffenen und den zusammengerufenen Nachbarn vor Gericht gestellt wurde. Wenn noch nicht am Tatort Anklage erhoben wurde, so geschah dies nun vor Gericht.
Der gefesselte Täter, dem überdies seine Waffen sowie das bei ihm gefundene Deliktsgut aufgebunden wurde, konnte vor Gericht nicht aussagen. Gehört wurde nur der durch den handhaften Täter Verletzte. Mittels eines Überführungseides konnte dieser gemeinsam mit sechs Zeugen (den Schreimannen) die offenkundige Rechtsverletzung des Ergriffenen begehren. Durch den Eid des Klägers und der sechs Wahrnehmungszeugen war die Rechtsverletzung besiegelt. Dem Täter blieb keine Möglichkeit der Verteidigung, insbesondere konnte er nicht auf den Reinigungseid zurückgreifen. Das Handhaftverfahren hatte damit rein exekutorischen Charakter.
Die Tötung musste anschließend den herbeigerufenen Nachbarn oder später vor Gericht in einem Verfahren gegen den toten Mann als rechtens „verklart“ werden. Dazu wurde die Leiche des Getöteten als deutliches Zeichen des Rechtsbruches gefesselt vor Gericht gebracht. Der Eid des Täters und der sechs Schreimannen waren Beweis für die Rechtswidrigkeit der verbrecherischen Handlung des Getöteten wie auch Rechtfertigung der Tötungshandlung.
Das unmittelbare Tötungsrecht hat sich am längsten bei nächtlichem Diebstahl, bei Widerstand und Fluchtgefahr sowie bei handhaftem Ehebruch erhalten.
Es wurde später zum Verhaftungsrecht abgeschwächt und ist als vorläufiges Festnahmerecht in § 127 Abs. 1 StPO erhalten.